# Brenton Thwaites
Brenton Thwaites (* 10. srpna 1989 Cairns, Queensland, Austrálie) je australský herec, který se proslavil rolí Luka Gallaghera v seriálu SLiDE (2011) a rolí Stua Hendersona v telenovele Home and Away (2011–2012). Po přestěhování do Spojených států se objevil ve filmech jako Modrá laguna: Procitnutí (2012), Ocolus (2013) nebo Dárce (2014), po boku Jeffa Bridgese a Meryl Streepové.
V roce 2016 se objevil po boku Gerarda Butlera a Geoffreyho Rushe ve filmu Bohové Egypta. Byl také obsazen do role Henryho, syna Williama Turnera a Elizabeth Turnerové, v Piráti z Karibiku: Salazarova pomsta.

## Životopis
Narodil se v Cairns v Queenslandu v Austrálii. Je synem Petera a Fiony Thwaites. Má sestru Stacey. Studoval na Cairns State High School v Queenslandu. V 16 letech poprvé vystoupil před živým publikem v divadelní hře Romeo a Julie. Herectví studoval a v roce 2010 úspěšně ukončil na Queensland University of Technology. Poté se přestěhoval do Sydney, kde byl obsazen do telenovely Home and Away a poté se odstěhoval do Spojených států, aby se mohl dále věnovat své kariéře.

## Kariéra
Po dokončení školy získal první filmovou roli v roce 2010 v nezávislém filmu Charge Over You. V listopadu téhož roku byl obsazen do role Luka Gallaghera v australském seriálu SLiDE. Seriál byl první řadě ukončen. Krátce po přestěhování do Sydney v dubnu roku 2011 získal roli Stua Hendersona v telenovele Home and Away. Po přestěhování do Spojených států získal hlavní roli v televizním remaku filmu z roku 1980 Modrá laguna, nazvaném Modrá laguna: Procitnuní, po boku australské herečky Indiany Evans.
V roce 2013 byl obsazen do hlavní role hororového filmu Ocolus. Film měl premiéru 5. září 2013 na Filmovém festivalu v Torontu. O rok později se na krátkou dobu vrátil do Austrálie k natáčení thrillerového filmu Son of a Gun. Film měl premiéru 16. října 2014. Po boku Angeliny Jolie se objevil jako Princ Filip ve filmu Zloba – Královna černé magie. Hlavní roli Nica Eastmana si zahrál ve sci-fi thrillerovém filmu The Signal. Film měl premiéru v lednu 2014 na Filmovém festivalu Sundance. Také si zahrál hlavní roli Jonase ve filmu Dárce, a to po boku Jeffa Bridgese a Maryl Streepové.
Na 12. ledna 2016 byla ohlášena premiéra filmu Bohové Egypta v němž hraje po boku Gerarda Butlera a Geoffreyho Rushe. Na konci roku 2014 byl obsazen do pátého dílu Pirátů z Karibiku nazvaném 'Piráti z Karibiku: Salazarova pomsta. Natáčení filmu začalo v únoru roku 2015 v Austrálii. Premiéra filmu byla ohlášena na 7. července 2017. V roce 2017 se také objeví ve filmu An Interview with God, kde bude hrát mladého novináře Paula Ashera.

## Osobní život
Brenton začal chodit s Chloe Pacey v roce 2015, zatímco spolu pracovali v Austrálii na filmu Piráti z Karibiku: Salazarova pomsta. Pár se stal rodiči v březnu 2016, kdy se jim narodila dcera.

## Filmografie
| Rok  | Název                                | Role          | Poznámky    |
| ---- | ------------------------------------ | ------------- | ----------- |
| 2010 | Charge Over You                      | Sam           |             |
| 2011 | Headsmen                             | Max Patterson | krátký film |
| 2012 | Save Your Legs                       | Mark Cow      |             |
| 2013 | Oculus                               | Tim Russell   |             |
| 2014 | Zloba – Královna černé magie         | Princ Filip   |             |
| 2014 | Dárce                                | Jonas         |             |
| 2014 | Syn zmaru                            | JR            |             |
| 2014 | Signál z neznáma                     | Nic Eastman   |             |
| 2015 | That Sugar Film                      | sám sebe      | dokument    |
| 2015 | Ride                                 | Angelo        |             |
| 2016 | Bohové Egypta                        | Bek           |             |
| 2017 | Piráti z Karibiku: Salazarova pomsta | Henry Turner  |             |
| 2018 | Office Uprising                      | Desmond       |             |
| 2019 | An Interview with God                | Paul Asher    |             |

| Rok       | Název                    | Role               | Poznámky               |
| --------- | ------------------------ | ------------------ | ---------------------- |
| 2011      | Námořní hlídka           | Leigh Scarpia      | díl: „Black Fights“    |
| 2011      | SLiDE                    | Luke Gallagher     | hlavní role, 10 dílů   |
| 2011–2012 | Home and Away            | Stu Henderson      | vedlejší role, 57 dílů |
| 2012      | Modrá laguna: Procitnutí | Dean McMullen      | TV film                |
| 2018      | Titans                   | Dick Grayson/Robin | hlavní role            |

## Ocenění
| Rok  | Ocenění                            | Kategorie                  | Dílo                                 | Výsledek  |
| ---- | ---------------------------------- | -------------------------- | ------------------------------------ | --------- |
| 2014 | AiF Breakthrough Award             | talent budoucnosti         | Dárce                                | vítězství |
| 2014 | Hawaii International Film Festival | stoupající hvězda          | jeho práce                           | vítězství |
| 2014 | GQ Men of the Year                 | objev roku                 | jeho práce                           | vítězství |
| 2017 | Teen Choice Awards                 | nejlepší herec: akční film | Piráti z Karibiku: Salazarova pomsta | nominace  |
| 2017 | CinemaCon Awwards                  | objev roku                 | Piráti z Karibiku: Salazarova pomsta | vítězství |